# Jean de Béthencourt

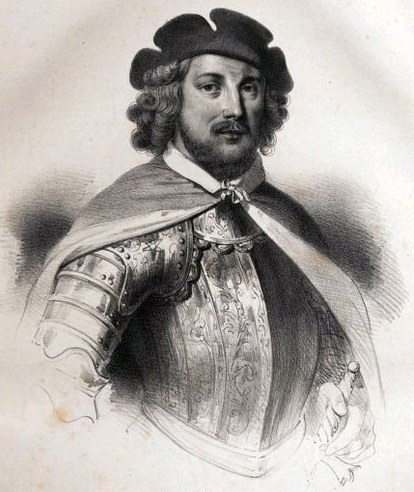
Een latere voorstelling van Jean de Béthencourt door Jacques François Gaudérique Llanta (1807-1864).

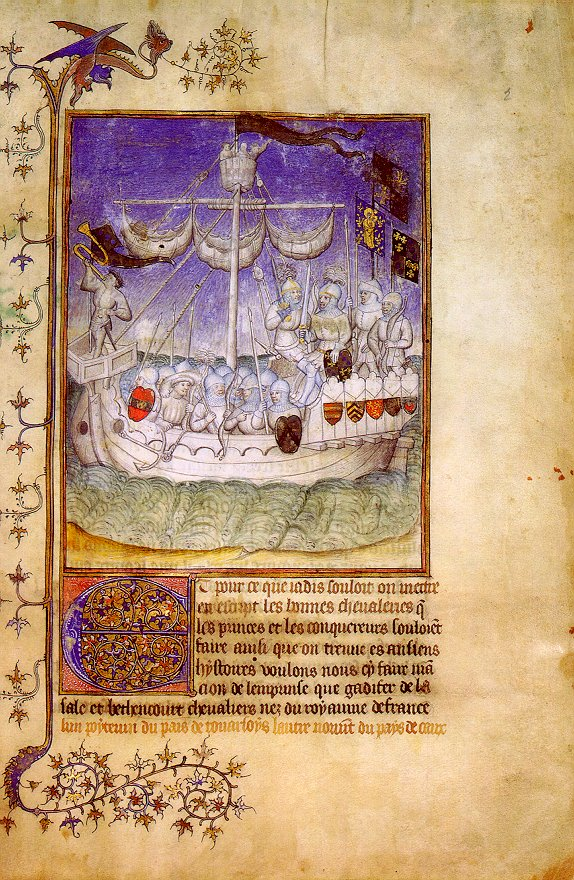
Het schip van Jean de Béthencourt, op de voorpagina van Le Canarien

Jean de Béthencourt (Grainville-la-Teinturière, 1362 – 1425) was een Frans ontdekkingsreiziger. In 1402 leidde hij de expeditie naar de Canarische Eilanden, alwaar hij in het noorden van Lanzarote aan land stapte. Vervolgens veroverde hij namens het koninkrijk Castilië de eilanden Fuerteventura en Ferro, hij deed dit door de oorspronkelijke bevolking (de Majos en Bimbaches) te verdringen. Hierop ontving hij de titel koning van de Canarische Eilanden, maar erkende koning Hendrik III van Castilië als zijn opperheer. Om de reis te kunnen financieren verkocht hij in december 1401 zijn huis in Parijs, waar hij 2000 gouden frank voor ontving. Zijn oom leende hem 7000 pond.

## De expeditie
Op 1 mei 1402 vertrok Béthencourt met 280 man uit La Rochelle, de opvarenden kwamen onder meer uit Gascogne en Normandië. Ook Pierre Bontier en Jean le Verrier voeren mee, twee franciscaanse priesters die verslag deden van de expeditie in de Le Canarien, een kroniek waarvan twee versies overgeleverd zijn, de codex Egerton 2709 en de codex Mont-Ruffet. Tevens waren er twee Guanchen, oorspronkelijke bewoners van de Canarische Eilanden, mee aan boord. Zij waren op een eerdere reis gevangengenomen. Na zijn verovering van Lanzarote, keerde Béthencourt terug naar Cádiz, terwijl Gadifer de la Salle de archipel verkende. Op het moment dat hij in Cádiz was voor versterking, brak er op het eiland een strijd los tussen Gadifer de la Salle en officier Berthin de Berneval. Bij deze ruzie werden ook de verdreven eilandbewoners betrokken, wat er uiteindelijk in resulteerde dat een groep Spanjaarden en oorspronkelijke bewoners van het eiland sneuvelden. Tijdens de crisis die hierop volgde, ontdekte Gadifer de la Salle het eiland Fuerteventura. Na terugkomst van Béthencourt in 1404 keerde de rust op het eiland terug. Na de wederopbouw werd de stad Betancuria gesticht, als hoofdplaats van het eiland.

## Betancourt
Tegenwoordig komen de naam Betancourt en andere vormen van de achternaam nog regelmatig voor, zowel op het eiland als internationaal: de Colombiaanse president Belisario Betancur, voormalig president van Venezuela Rómulo Betancourt en Pedro de San José de Betancourt, een rooms-katholiek geestelijke. Tegenwoordig zijn er de Venezolaanse honkbalspeler Rafael Betancourt, de in Portugal geboren Amerikaanse muzikant Nuno Bettencourt, de Colombiaans-Franse activist en politicus Íngrid Betancourt en de Franse politicus André Bettencourt.

## Munten
In 2022 werden op Lanzarote bij archeologische opgravingen munten gevonden met het contramerk van Bethencourt: een B op het koninklijke zegel. Het zijn de oudste munten die op de Canarische eilanden zijn gevonden en de eerste Spaanse munten met een contramerk.